# Andreas Schillinger
Andreas Schillinger (Amberg, 13 juli 1983) is een Duits voormalig wielrenner. Hij reed zijn gehele carrière voor Duitse ploegen, waaronder BORA-hansgrohe, Team Nutrixxion Sparkasse en haar voorganger en een stageperiode bij Team Wiesenhof.

## Overwinningen
2006
Ronde van de Jura
2007
 Duits klimkampioen, Elite
2008
5e etappe Ronde van Beauce
2009
Beverbeek Classic
5e etappe Vijf ringen van Moskou
2010
Praag-Karlsbad-Praag

## Resultaten in voornaamste wedstrijden
| Jaar | Ronde van Italië | Ronde van Frankrijk | Ronde van Spanje |
| ---- | ---------------- | ------------------- | ---------------- |
| 2011 |                  |                     |                  |
| 2012 | 154e             |                     |                  |
| 2013 |                  |                     |                  |
| 2014 |                  | 144e                |                  |
| 2015 |                  | opgave              |                  |
| 2016 |                  | 154e                |                  |
| 2017 |                  |                     | 144e             |
| 2018 | 139e             |                     |                  |
| 2019 |                  |                     |                  |
| 2020 |                  |                     | 123e             |
| 2021 |                  |                     |                  |

| Jaar | Milaan-San Remo | Gent-Wevelgem | Ronde van Vlaanderen | Parijs-Roubaix | Luik-Bast.‑Luik | Ronde van Lombardije | Waalse Pijl | Parijs-Tours |  | Wereldranglijsten |
| ---- | --------------- | ------------- | -------------------- | -------------- | --------------- | -------------------- | ----------- | ------------ |  | ----------------- |
| 2011 |                 |               |                      | 108e           |                 |                      |             |              |  |                   |
| 2012 |                 |               | opgave               | 71e            |                 |                      |             |              |  |                   |
| 2013 |                 |               | 101e                 | 107e           |                 | opgave               |             |              |  |                   |
| 2014 |                 | 54e           | opgave               | 66e            |                 |                      |             | 126e         |  |                   |
| 2015 |                 | opgave        | 41e                  | 16e            |                 |                      |             | 78e          |  |                   |
| 2016 |                 |               | 73e                  | 54e            |                 |                      |             |              |  |                   |
| 2017 | 95e             | opgave        | opgave               | 77e            |                 |                      |             |              |  | 403e (UWT)        |
| 2018 | 132e            | opgave        | opgave               | opgave         |                 |                      |             |              |  |                   |
| 2019 |                 |               | opgave               | 53e            |                 |                      |             |              |  |                   |
| 2020 |                 | 60e           |                      |                |                 |                      |             |              |  |                   |
| 2021 |                 |               |                      |                | opgave          |                      | opgave      |              |  |                   |

## Ploegen

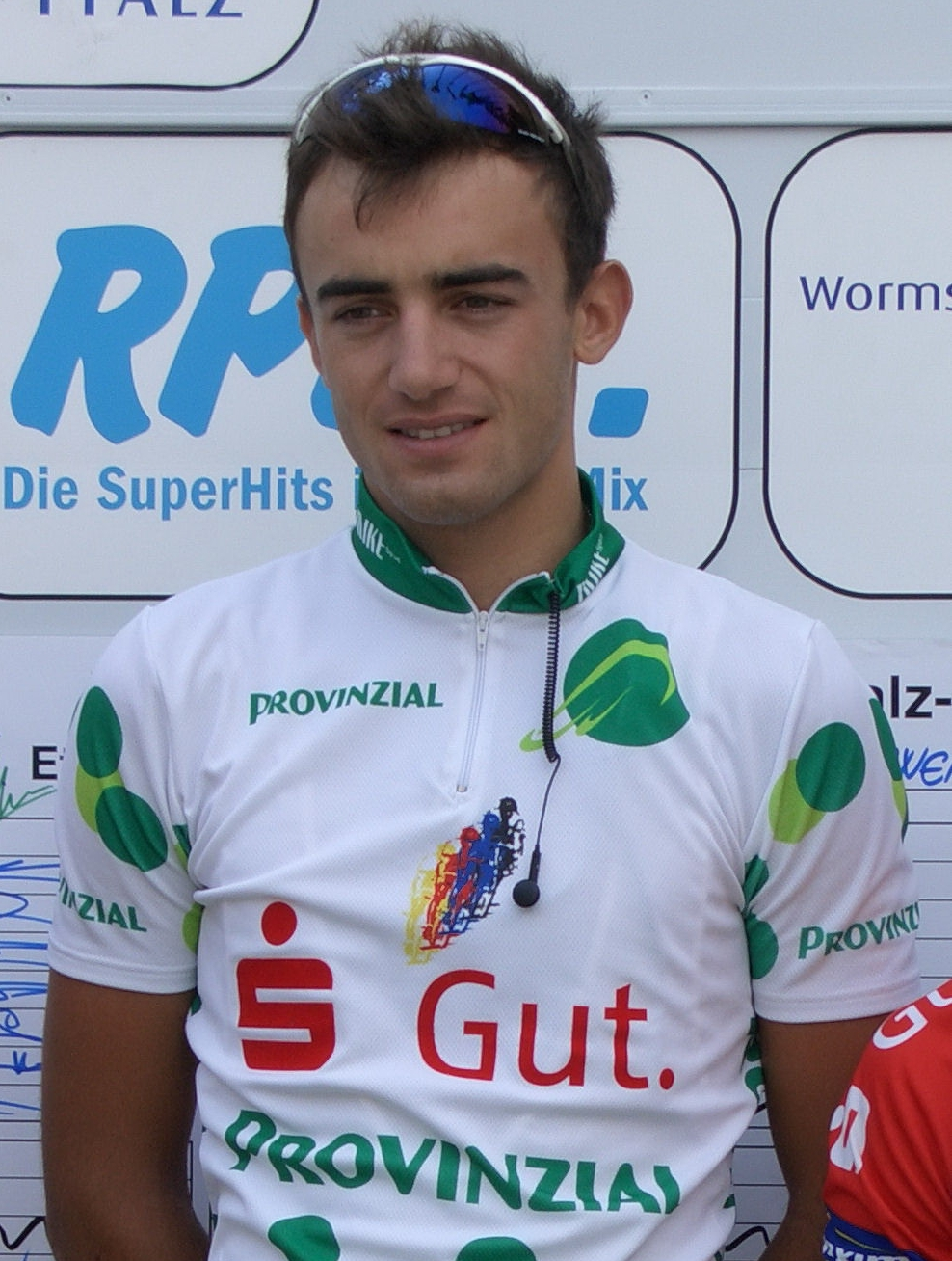
Schillinger in 2007.

- 2005 –  Team Wiesenhof (stagiair vanaf 1 augustus)
- 2006 –  Continental Team Milram
- 2007 –  Team Sparkasse
- 2008 –  Team Sparkasse
- 2009 –  Team Nutrixxion Sparkasse
- 2010 –  Team NetApp
- 2011 –  Team NetApp
- 2012 –  Team NetApp
- 2013 –  Team NetApp-Endura
- 2014 –  Team NetApp-Endura
- 2015 –  Bora-Argon 18
- 2016 –  Bora-Argon 18
- 2017 –  BORA-hansgrohe
- 2018 –  BORA-hansgrohe
- 2019 –  BORA-hansgrohe
- 2020 –  BORA-hansgrohe
- 2021 –  BORA-hansgrohe

Bárta · 
Benedetti · 
Camaño · 
De la Cruz · 
Dempster · 
Downing · 
Eichler · 
Huzarski · 
Jarc ·   
Kluge ·   
König · 
Matzka · 
McEvoy ·
Mendes · 
Rowsell · 
Schillinger · 
Schorn · 
Schwarzmann · 
Thwaites · 
Voss · 
Wetterhall
Bárta · 
Benedetti · 
Bennett · 
Camaño · 
De la Cruz · 
Dempster · 
Huzarski · 
Jarc · 
König · 
Machado · 
Matzka · 
McEvoy · 
Mendes · 
Padour · 
Rowsell · 
Schillinger · 
Schorn · 
Schwarzmann · 
Thwaites · 
Voss  · 
Konrad (stagiair) · 
Krieger (stagiair) · 
Mühlberger (stagiair) 
Archbold · Bárta · Bauhaus · Benedetti · Bennett · Buchmann · Dempster · Huzarski · Konrad · Matzka · Mendes · Nerz · Pfingsten · Salerno · Schillinger · Schorn · Schwarzmann · Thurau · Thwaites · Voss · Mühlberger (stagiair) · Pöstlberger (stagiair)
Archbold · Bárta · Bauhaus · Benedetti · Bennett · Buchmann · Dempster · Herklotz · Huzarski · Konrad · Matzka · Mendes · Mühlberger · Nerz · Pfingsten · Pöstlberger · Schillinger · Schwarzmann · Selig · Thwaites · Voss
Ackermann · Archbold · Bárta · Baška · Benedetti · Bennett · Bodnar · Buchmann · Burghardt · Herklotz · Kolář · König · Konrad · Majka · McCarthy · Mendes · Mühlberger · Pelucchi · Pfingsten · Poljański · Pöstlberger · J. Sagan · P. Sagan    · Saramotins · Schillinger · Schwarzmann · Selig
Ackermann · Baška · Benedetti · Bennett · Bodnar · Buchmann · Burghardt · Formolo · Großschartner · Kennaugh · Kolář · König · Konrad · Majka · McCarthy · Mühlberger · Oss · Pelucchi · Pfingsten · Poljański · Pöstlberger · J. Sagan · P. Sagan  · Saramotins · Schillinger · Schwarzmann · Selig
Ackermann · Baška · Benedetti · Bennett · Bodnar · Buchmann · Burghardt · Drucker · Formolo · Gatto · Großschartner · Kennaugh · König · Konrad · Majka · McCarthy · Mühlberger · Oss · Pfingsten · Poljański · Pöstlberger · J. Sagan · P. Sagan · Schachmann · Schillinger · Schwarzmann · Selig
Ackermann · Baška · Benedetti · Bodnar · Buchmann · Burghardt · Drucker · Fabbro · Gamper · Gatto · Großschartner · Kämna · Konrad · Laas · Majka · McCarthy · Mühlberger · Oss · Poljański · Pöstlberger · J. Sagan · P. Sagan · Schachmann · Schelling · Schillinger · Schwarzmann · Selig
Ackermann · Aleotti · Baška · Benedetti · Bodnar · Buchmann · Burghardt · Fabbro · Gamper · Großschartner · Kämna · Kelderman · Konrad · Laas · Meeus · Oss · Palzer (vanaf 1 april) · Politt · Pöstlberger · J. Sagan · P. Sagan · Schachmann · Schelling · Schillinger · Schwarzmann · Selig · Walls · Wandahl · Zwiehoff